# Vorarlberger Bahn
La k.k. priv. Vorarlberger Bahn, in italiano Imperial regia privilegiata Ferrovia del Vorarlberg, era una società ferroviaria privata esistita dal 1871 al 1885 nell'Impero austro-ungarico.

## Storia
La società fu creata allo scopo di costruire ed esercire le linee ferroviarie nel territorio del Vorarlberg, al confine occidentale dell'Impero austro-ungarico.
Le linee, la cui costruzione era già iniziata prima della costituzione della società, furono aperte al traffico nel 1872-73.
In seguito alla costruzione della ferrovia dell'Arlberg, che collegava la rete del Vorarlberg al resto della rete austriaca, la Vorarlberger Bahn venne statalizzata nel 1885 e le linee incorporate nella rete kkStB.

## Rete
La VB gestiva le seguenti linee:
- Lindau-Bludenz
- Feldkirch-Buchs
- Lauterach-St. Margrethen

## Locomotive
La società Vorarlberger Bahn mise in esercizio due serie di locomotive
| Serie   | Quantità | Costruzione | Num. successiva   | Vmax | Rodiggio | Radiazione | Note                                        | Immagine |
| ------- | -------- | ----------- | ----------------- | ---- | -------- | ---------- | ------------------------------------------- | -------- |
| 1 ÷ 9   | 9        | 1872 1876   | kkStB 11 kkStB 23 | 60   | 1-2-0    | 1930       | per treni passeggeri                        |          |
| 17 ÷ 20 | 4        | 1872        | kkStB 31          | 40   | 0-3-0    | 1929       | per treni merci fino al 1876 numerate 6 ÷ 9 |          |